# Lengua masalit

Mapa lingüístico de los pueblos no árabes de Darfur, que muestra la extensión de la lengua masalit en Sudán.

El Masalit (autónimo Masala/Masara ; árabe: ماساليت) es una lengua nilo-sahariana del grupo lingüístico maban hablada por el pueblo masalit en la región de Ouaddaï, Chad y Darfur del Oeste, Sudán.
Los masalit, conocidos como Massalat, se desplazaron hacia el oeste, hacia el centro-este del Chad. Su población en Chad era 30,000 según el censo de 1993, pero en 1991 solo se registraron 10 hablantes de masalit en el país.

## Fonología

### Vocales
|                        | Frente | Central | Atrás |
| ---------------------- | ------ | ------- | ----- |
| Cerca                  | i      | ɨ       | u     |
| Medio-cerrado          | e      | ə       | o     |
| Abierto a medio camino | ɛ      | ʌ       | ɔ     |
| Abierto                |        | a       |       |

### Consonantes
|                    |           | Labial | Odontología / Alveolar | Palatal | Velar | Glotal |
| ------------------ | --------- | ------ | ---------------------- | ------- | ----- | ------ |
| Nasal              | Nasal     | m      | n                      | ɲ       | ŋ     |        |
| Detener / Africada | voiceless | p      | t                      | t͡ʃ      | k     | ( ʔ )  |
| Detener / Africada | voiced    | b      | d                      | d͡ʒ      | g     |        |
| Detener / Africada | prenasal  | ᵐb     | ⁿd                     | ⁿd͡ʒ     | ᵑɡ    |        |
| Fricativa          | voiceless | f      | s                      | ʃ       | ( x ) | h      |
| Fricativa          | voiced    | v      | ( z )                  |         |       |        |
| Trino              | Trino     |        | r                      |         |       |        |
| Lateral            | Lateral   |        | l                      |         |       |        |
| Aproximante        | labial    |        |                        | ɥ       | w     |        |
| Aproximante        | central   |        |                        | j       |       |        |

- Se ha afirmado que pueden producirse ocasionalmente sonidos de clic [ ǀ ] y [ ǃ ], aunque se consideran raros.
- Los sonidos /r, l, m, k/ puede presentarse como geminada [rː, lː, mː, kː].
- Los sonidos /t, m, n, ŋ/ pueden aparecer palatalizados [tʲ, mʲ, nʲ, ŋʲ] antes de las vocales anteriores.
- /z, x/ sólo ocurren como resultado de palabras de origen árabe.
- [ ʔ ] no es un sonido fonémico y solo se escucha antes de las vocales iniciales de las palabras.
- Los sonidos /p, ɥ, v/ sólo aparecen en posición inicial de palabra.[2]

## Sociolectos
La lengua masalit tiene dos sociolectos :
- Masalit "pesado", hablado por personas de alto rango y en el campo, con una gramática aglutinante complicada.
- Masalit "ligero", hablado sobre todo en el hogar y en el mercado, con una estructura gramatical algo simplificada y muchos préstamos del árabe sudanés, la lengua franca regional y el idioma de la educación.

1. ↑  «Masalit Language (MLS) – L1 & L2 Speakers, Status, Map, Endangered Level & Official Use | Ethnologue Free». Ethnologue (Free All) (en inglés). Consultado el 10 de agosto de 2025.
2. ↑  Edgar, John (1989). A Masalit Grammar: With Notes on other languages of Darfur and Wadai. Berlin: Dietrich Reimer.

## Lectura adicional
- Abdo, Alsadig Adam (November 2013). «Contrastive analysis between Masalit and English language». Department of Linguistics. University of Khartoum. Archivado desde el original el 5 March 2016.
- Edgar, John (January 1990). «Masalit stories». African Languages and Cultures (Taylor & Francis) 3 (2): 127-148. doi:10.1080/09544169008717716.
- Jakobi, Angelika (1991). «Edgar, John: A Masalit Grammar. With Notes on Other Languages of Darfur and Wadai. Berlin: Dietrich Reimer Verlag, 1989. 121 pp., map, tab., fig. (Sprache und Oralität in Afrika, 3) Preis: DM 59-». Anthropos (en alemán) (Nomos Verlag) 86 (4–6): 599-601.